# Highland Acres (Delaware)
Highland Acres je naseljeno područje za statističke svrhe u američkoj saveznoj državi Delaware. Prema popisu stanovništva iz 2010. u njemu je živjelo 3.459 stanovnika.